# Municipio de Mazamitla
El municipio de Mazamitla es un municipio del estado de Jalisco, México. Se localiza 124 km al sur de Guadalajara en la Región Sureste. Su nombre proviene del náhuatl y significa "Lugar donde se hacen flechas para cazar venados". Su extensión territorial es de 177.18 km². Según el segundo Conteo de Población y Vivienda del INEGI, el municipio tiene 11,671 habitantes, que se dedican principalmente al sector terciario. Por su belleza natural es considerado un pueblo mágico por la Secretaría de Turismo de México.

## Toponimia
La palabra Mazamitla proviene del náhuatl; es la unión de los vocablos "mazatl" (venado), "mitl " (flecha) y "tlan" (lugar). Su significado se ha interpretado de maneras diferentes: "Lugar donde se cazan los venados con flechas"; "Lugar de flecheros que cazan venados; "Lugar donde se hacen flechas para cazar venados", y "Lugar donde hay venados con flechas".

## Historia
Mazamitla fue fundado por los aztecas en 1165. Pertenecía al señorío de Tzapotlán y rendían tributo al cacique de Tamazollan; en 1481 fue invadido por los purépechas para apoderarse de la Laguna de Sayula; los purépechas, estuvieron dominando pocos años hasta que fueron derrotados al final de la Guerra del Salitre en 1510.
Este lugar fue descubierto y conquistado por el Cristóbal de Olid en unión de Juan Rodríguez de Villafuerte, a principios del año de 1522, al ser enviado por Hernán Cortés a explorar la región del occidente de México. Y por cédula de Carlos V, rey de España, a Antonio de Mendoza, virrey de la Nueva España, un 30 de marzo de 1537 se delimitó el territorio y fue nombrado San Cristóbal Mazamitla. Al quedar conquistado el señorío de Tzapotlán con los pueblos que le pertenecían, automáticamente se le adjudicó a Hernán Cortés en calidad de encomienda y nombró a Antón Salcedo encomendero. Al ser nombrado presidente de la Real Audiencia de México, Nuño Beltrán de Guzmán quitó a Cortés de estas encomiendas.
Se dice que Miguel Hidalgo, cuando estuvo allí de párroco interno, celebró una misa en Palos Gordos. Le sirvió de altar el tronco de un roble, que se guarda como reliquia. En la cuesta del Zapatero se enfrentaron los insurgentes y los realistas en 1812. A aquellos los comandaba Francisco Echeverría, quien a pesar de haber salido victorioso resultó gravemente herido, y murió en Mazamitla. Durante la Intervención Francesa, los invasores quemaron los archivos.
Desde 1825 perteneció al 4° cantón de Sayula hasta 1878, cuando pasó a formar parte del 9° cantón de Ciudad Guzmán. El 19 de abril de 1894 fue erigido en municipio por decreto del congreso del estado.

## Geografía física

### Ubicación
Mazamitla se localiza al sureste de Jalisco, en las coordenadas 19º47’30" a 19º59’00" de latitud norte, y 102º58’35" a 103º10’45" de longitud oeste; a una altitud de 2200 metros sobre el nivel del mar.
El municipio colinda al norte con el municipio de La Manzanilla de la Paz, el estado de Michoacán y el municipio de Valle de Juárez; al este con el de municipio de Valle de Juárez; al sur con los municipios de Valle de Juárez y Tamazula de Gordiano; al oeste con los municipios de Concepción de Buenos Aires y La Manzanilla de La Paz.

### Topografía
Su superficie está conformada por un 35% zonas accidentadas, con cerros ocupados por bosques, con alturas que van de los 2,200 a los 2,800 m s. n. m. Las tierras semiplanas abarcan un 40% que son lomas y laderas, con alturas que van de los 2,000 a 2,200 m s. n. m. y zonas planas las cuales abarcan un 25%, con elevaciones que van de los 200 a los 1,800 m s. n. m. Las alturas máximas que son el Cerro de Chacal y el Cerro del Tigre.

#### Suelo
El territorio está conformado por terrenos pertenecientes al período terciario. El suelo es montañoso y quebrado, su composición es de tipos predominantes luvisol, feozem háplico y litosol. El municipio tiene una superficie territorial de 17,718 hectáreas, de las cuales 3,495 son utilizadas con fines agrícolas, 3,095 en la actividad pecuaria, 10,516 son de uso forestal, 206 hectáreas son suelo urbano y 442 hectáreas tienen otro uso. En lo que a la propiedad se refiere, una extensión de 6,432 hectáreas es privada y otra de 11,286 es ejidal; no existe la propiedad comunal.

### Hidrografía
Sus recursos hidrológicos los constituyen los ríos: De la Pasión, Gómez, Los Cazos, Penche Grande y Media Luna; los arroyos: El Salto, Barranca Verde, El Ruido, Cuate, Barranca, Los Puentes y La Cuesta; los manantiales: el Ruido, Barranca los Hoyos, Paso Blanco, La Pasión y Boca de Tinieblas.

### Clima

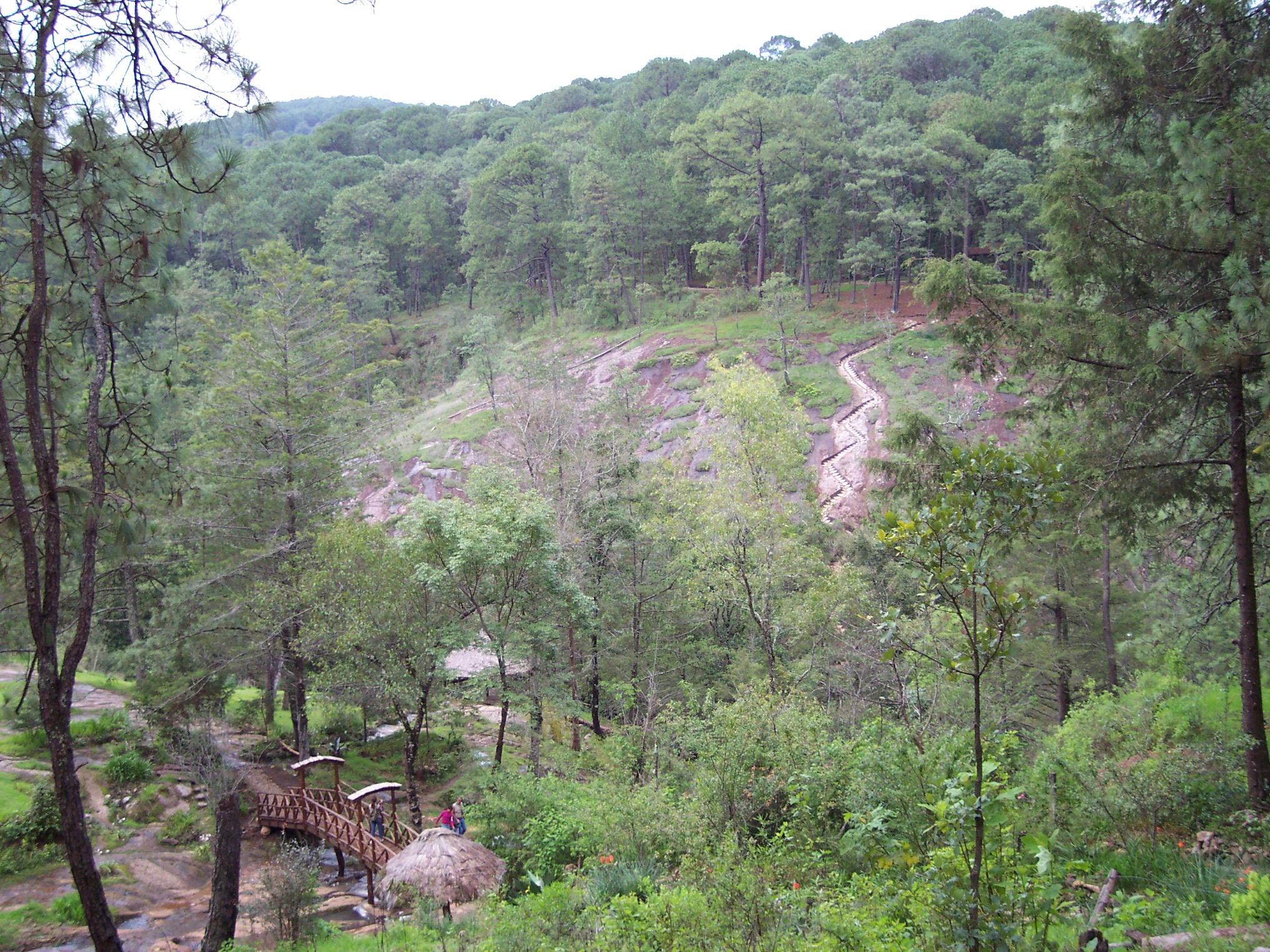
Flora del municipio

El clima es semiseco, con invierno seco, y templado, sin cambio térmico invernal bien definido. La temperatura media anual es de 21 °C, con máxima de 25.7 °C y mínima de 7.1 °C. El régimen de lluvias se registra entre los meses de junio y septiembre, y cuenta con una precipitación media de 982 milímetros. El promedio anual de días con heladas es de 52.6. Los vientos dominantes son en dirección del sur.
| Parámetros climáticos promedio de Mazamitla    | Parámetros climáticos promedio de Mazamitla | Parámetros climáticos promedio de Mazamitla | Parámetros climáticos promedio de Mazamitla | Parámetros climáticos promedio de Mazamitla | Parámetros climáticos promedio de Mazamitla | Parámetros climáticos promedio de Mazamitla | Parámetros climáticos promedio de Mazamitla | Parámetros climáticos promedio de Mazamitla | Parámetros climáticos promedio de Mazamitla | Parámetros climáticos promedio de Mazamitla | Parámetros climáticos promedio de Mazamitla | Parámetros climáticos promedio de Mazamitla | Parámetros climáticos promedio de Mazamitla |
| Mes                                            | Ene.                                        | Feb.                                        | Mar.                                        | Abr.                                        | May.                                        | Jun.                                        | Jul.                                        | Ago.                                        | Sep.                                        | Oct.                                        | Nov.                                        | Dic.                                        | Anual                                       |
| ---------------------------------------------- | ------------------------------------------- | ------------------------------------------- | ------------------------------------------- | ------------------------------------------- | ------------------------------------------- | ------------------------------------------- | ------------------------------------------- | ------------------------------------------- | ------------------------------------------- | ------------------------------------------- | ------------------------------------------- | ------------------------------------------- | ------------------------------------------- |
| Temp. máx. abs. (°C)                           | 31                                          | 32                                          | 34                                          | 39                                          | 36                                          | 35                                          | 29                                          | 28                                          | 29                                          | 29                                          | 28                                          | 28                                          | 39                                          |
| Temp. máx. media (°C)                          | 20                                          | 22                                          | 24                                          | 26                                          | 27                                          | 24                                          | 21                                          | 21                                          | 21                                          | 21                                          | 21                                          | 20                                          | 22                                          |
| Temp. mín. media (°C)                          | 6                                           | 7                                           | 8                                           | 10                                          | 11                                          | 12                                          | 12                                          | 12                                          | 11                                          | 10                                          | 8                                           | 7                                           | 9                                           |
| Temp. mín. abs. (°C)                           | -3                                          | 1                                           | 1                                           | 1                                           | 2                                           | 5                                           | 6                                           | 6                                           | 4                                           | 2                                           | 0                                           | -3                                          | -3                                          |
| Precipitación total (mm)                       | 36                                          | 11                                          | 6                                           | 10                                          | 40                                          | 174                                         | 223                                         | 186                                         | 148                                         | 93                                          | 31                                          | 17                                          | 975                                         |
| Fuente: Estación Meteorológica Mazamitla 14099 |                                             |                                             |                                             |                                             |                                             |                                             |                                             |                                             |                                             |                                             |                                             |                                             |                                             |

## Patrimonio natural
El patrimonio natural es uno de los pilares en Mazamitla, este ha sido el principal detonante del desarrollo de sus servicios y productos turísticos. Hasta 2013, las zonas boscosas de la localidad cubrían un total de 11,908 hectáreas, es decir, casi el 40% de la superficie total. Por otro lado, la expansión de la infraestructura vial y turística provoca un estado de vulnerabilidad de los sitios naturales, poniendo en riesgo el aprovechamiento racional y sustentable del bosque. Se recomienda la creación o el refuerzo de políticas de restricción, regulación, aprovechamiento, conservación y restauración en diversos criterios aplicables a áreas naturales y a actividades productivas, entre ellas el turismo.

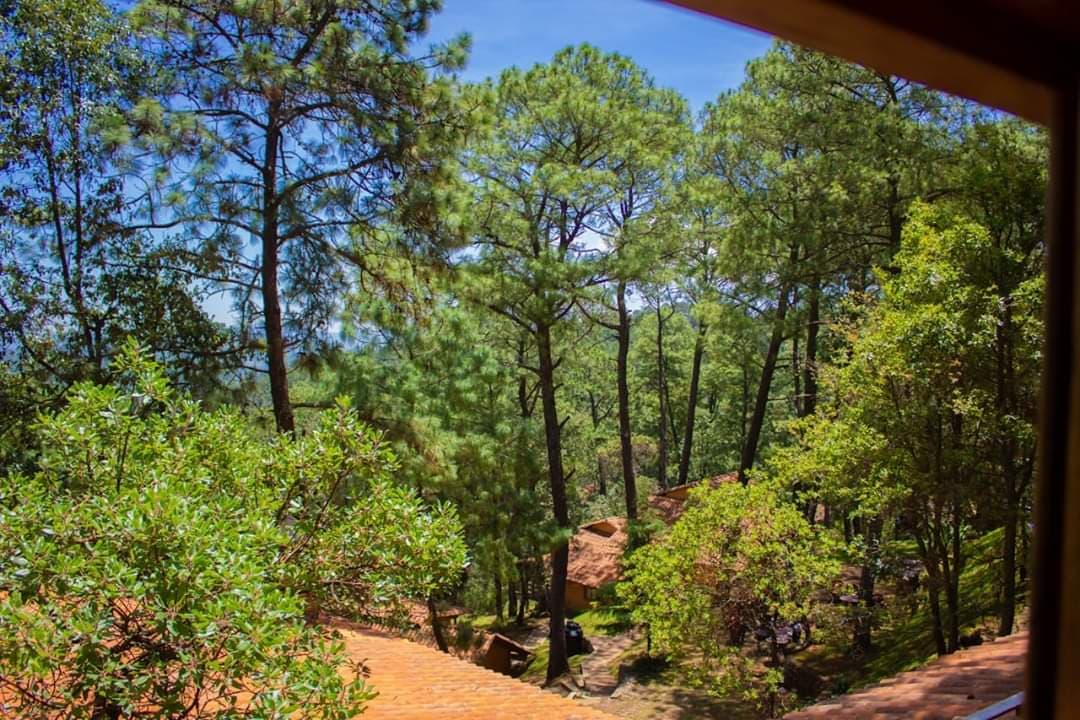

## Flora y fauna

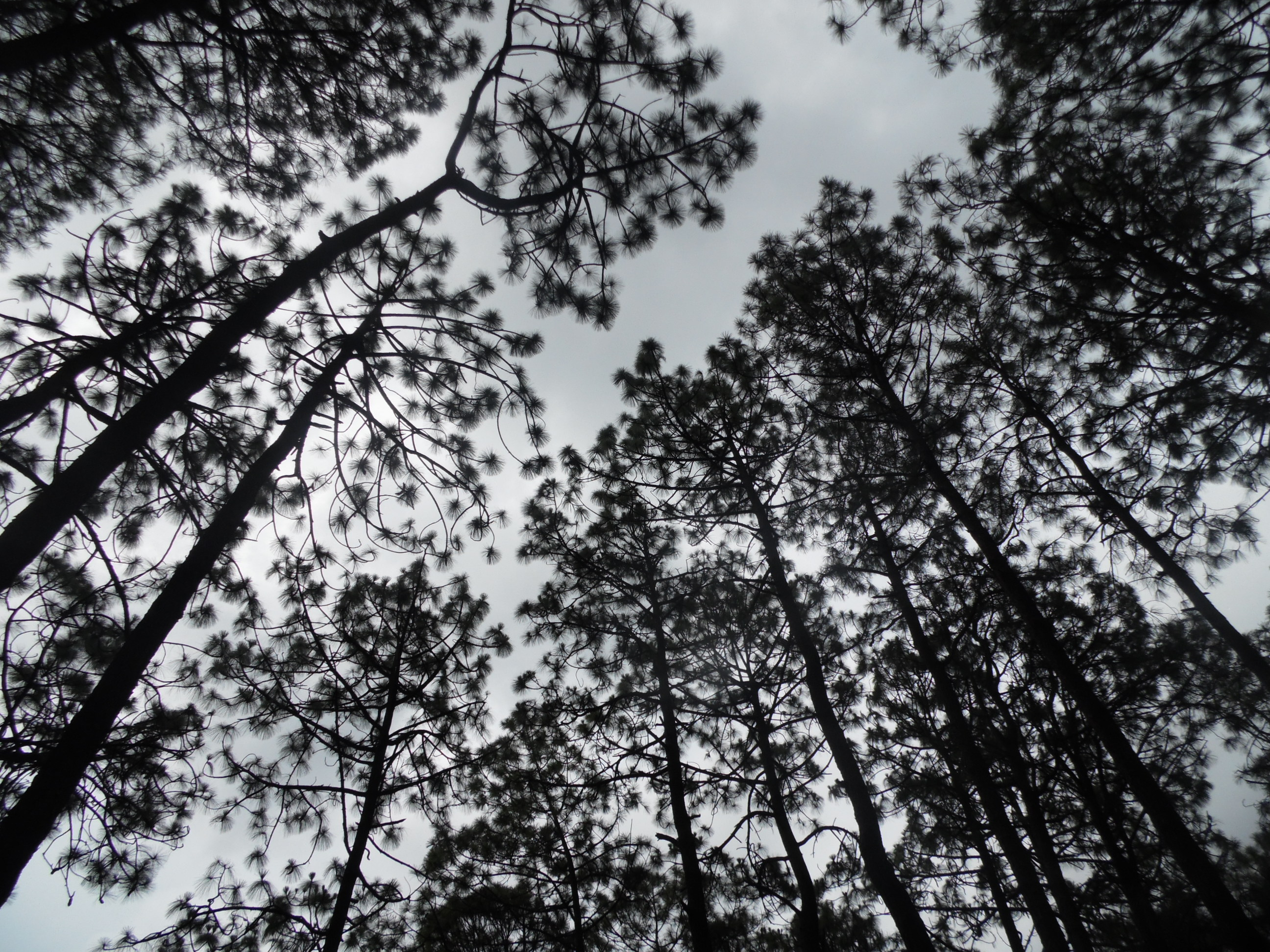
Bosque de Mazamitla

En cuanto a su riqueza natural, el municipio incluye 6,100 hectáreas de bosque, donde predominan especies de pino (pino escobellón, pino chino), encino, madroño, fresno, cedro, eucalipto y oyamel, principalmente.
Sus recursos minerales son yacimientos de cal, cantera, laja, arena y arcilla.
Mazamitla tiene un Parque Ecológico, donde pueden realizarse montañismo, excursiones, observación de flora y fauna, ciclismo. Así, se les puede dar más prioridad a las áreas verdes y su mantenimiento adecuado.[cita requerida]
Es inmensa la cantidad de especies que se encuentran en este municipio, al igual que su flora bastante grande y sus variedades de hongos.

## Demografía

### Localidades
En el censo de 2020 el municipio de Mazamitla contaba con 58 localidades.
| Código INEGI      | Localidad         | Población (2020) |
| ----------------- | ----------------- | ---------------- |
| 140590001         | Mazamitla         | 8 142            |
| Otras localidades | Otras localidades | 5 901            |
| Total municipal   | Total municipal   | 14 043           |

## Turismo
Los principales atractivos de Mazamitla son el bosque, la arquitectura vernácula y la oferta hotelera tipo cabañas, por ellos se empezó consolidar en los años setenta como destino turístico, gracias a su construcción de la carretera estatal Guadalajara-Mazamitla, ya que anteriormente se llegaba de Guadalajara con un recorrido mucho más prolongado. Desde entonces hasta la fecha el desarrollo turístico ha pasado por diversas etapas (más no se ha sentido limitado), desde que las primeras imágenes de Mazamitla como destino turístico empezaron a trascender a nivel nacional, hasta la incorporación al programa Pueblos Mágicos.

## Patrimonio edificado
Para caracterizar al patrimonio edificado se establecieron, de manera general y sistemática, dos categorías:  arquitectura vernácula y arquitectura actual.
La arquitectura vernácula se dividió en dos tipos: la primera tipología está representada por edificaciones de carácter vernáculo contextual, que corresponden a las construcciones realizadas entre 1900 y 1960, que no representan gran valor monumental, pero constituyen un conjunto o zona urbana armónica y de carácter definido. Este tipo de construcciones predominan tanto en el segundo cuadro de la zona patrimonial como en sus barrios y periferia. 
La segunda variante tipológica de las edificaciones con características vernáculas está representada por construcciones con referente monumental o de carácter histórico.  Este tipo incluye 38 inmuebles catalogados por el INAH y otros tantos con características (materiales, formales, constructivas y estéticas) similares, pero que ya no corresponden al siglo XIX. Predominan en el primer cuadro del centro histórico, en las dos primeras cuadras contiguas a la plaza principal.

## Economía

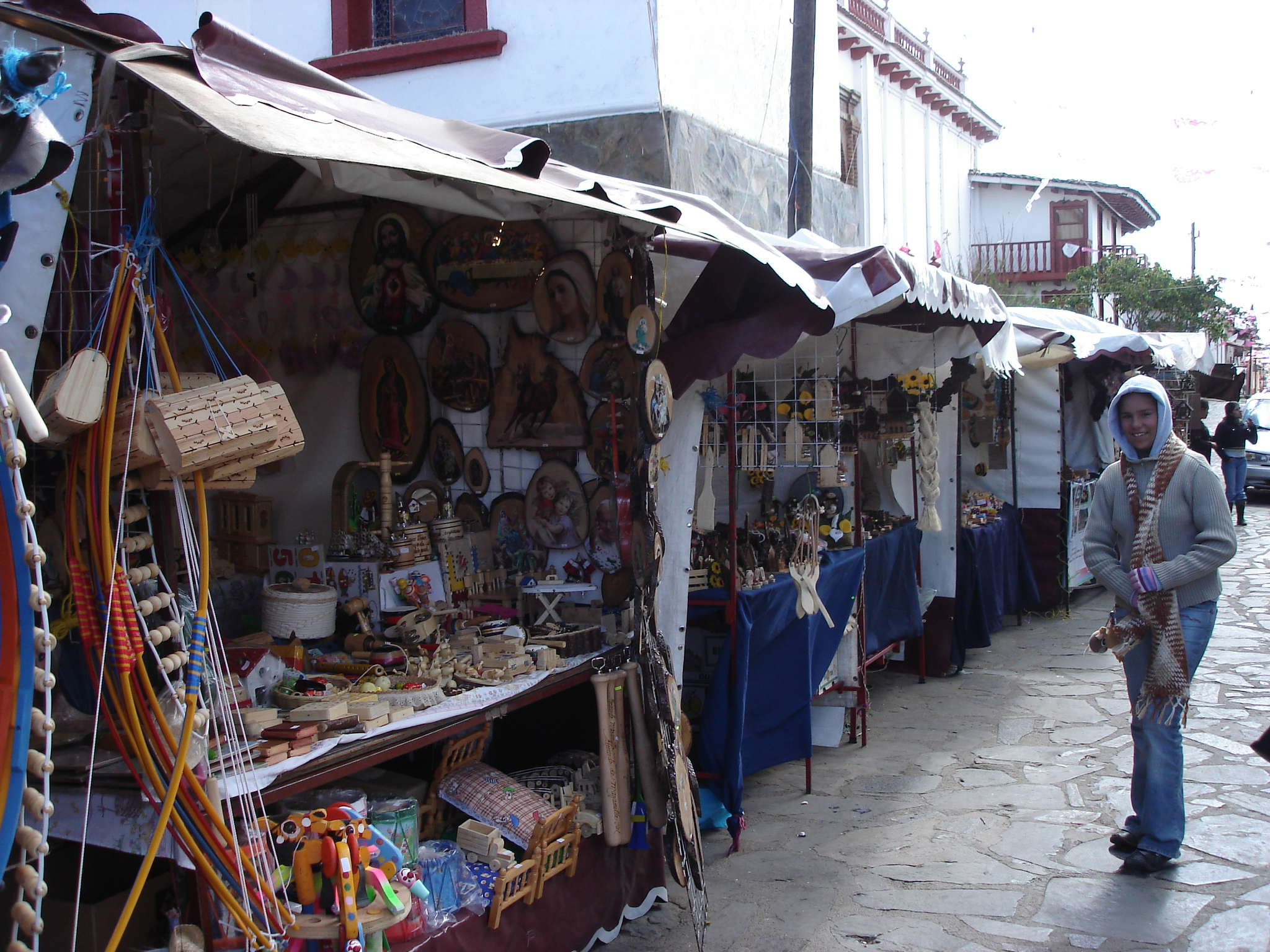
Comercio en Mazamitla

El 26.37% de los habitantes se dedican al sector primario, el 26.45% al sector secundario, el 42.31% al sector terciario y el resto no se específica. El 30.78% se encuentra económicamente activa. Las principales actividades económicas son: agricultura, silvicultura, pesca, ganadería, industria y servicios.
- Agricultura: se cultiva maíz, avena, cebada, frijol, papa, haba, tomate, frambuesa, aguacate, mora azul y zarzamora.
- Ganadería: se cría ganado bovino, porcino y equino. Además de aves.
- Turismo: posee atractivos arquitectónicos y naturales.
- Comercio: cuenta con restaurantes, mercado y tiendas. Predomina la venta de productos de primera necesidad y los comercios mixtos que venden artículos diversos.
- Servicios: se prestan servicios financieros, profesionales, técnicos, comunales, sociales, turísticos, personales y de mantenimiento.
- Industria: se elaboran productos alimenticios como productos lácteos, conservas y cajetas.
- Explotación forestal: se explota pino y encino.
- Minería: posee yacimientos de cal, cantera y arena.[cita requerida]

## Infraestructura
- Educación

El 90,11% de la población es alfabeta, de los cuales el 31,28% ha terminado la educación primaria. El municipio cuenta con 18 preescolares, 30 primarias, 6 secundaria, 2 bachillerato y 2 centros de capacitación para el trabajo.
- Salud

La atención a la salud es atendida por la Secretaría de Salud del estado, el Instituto Mexicano del Seguro Social, el Instituto de Seguridad y Servicios Sociales de los Trabajadores del Estado y médicos particulares. El Sistema para el Desarrollo Integral de la Familia (DIF) se encarga del bienestar social.
- Deporte

Cuenta con centros deportivos, en los que se practica: fútbol, basquetbol, voleibol y deportes extremos como excursionismo, montañismo, cacería y carreras. Además, cuenta con centro culturales, plaza, cine, palenque, museo, auditorio municipal, lienzo charro, parques, jardines y biblioteca.
- Vivienda

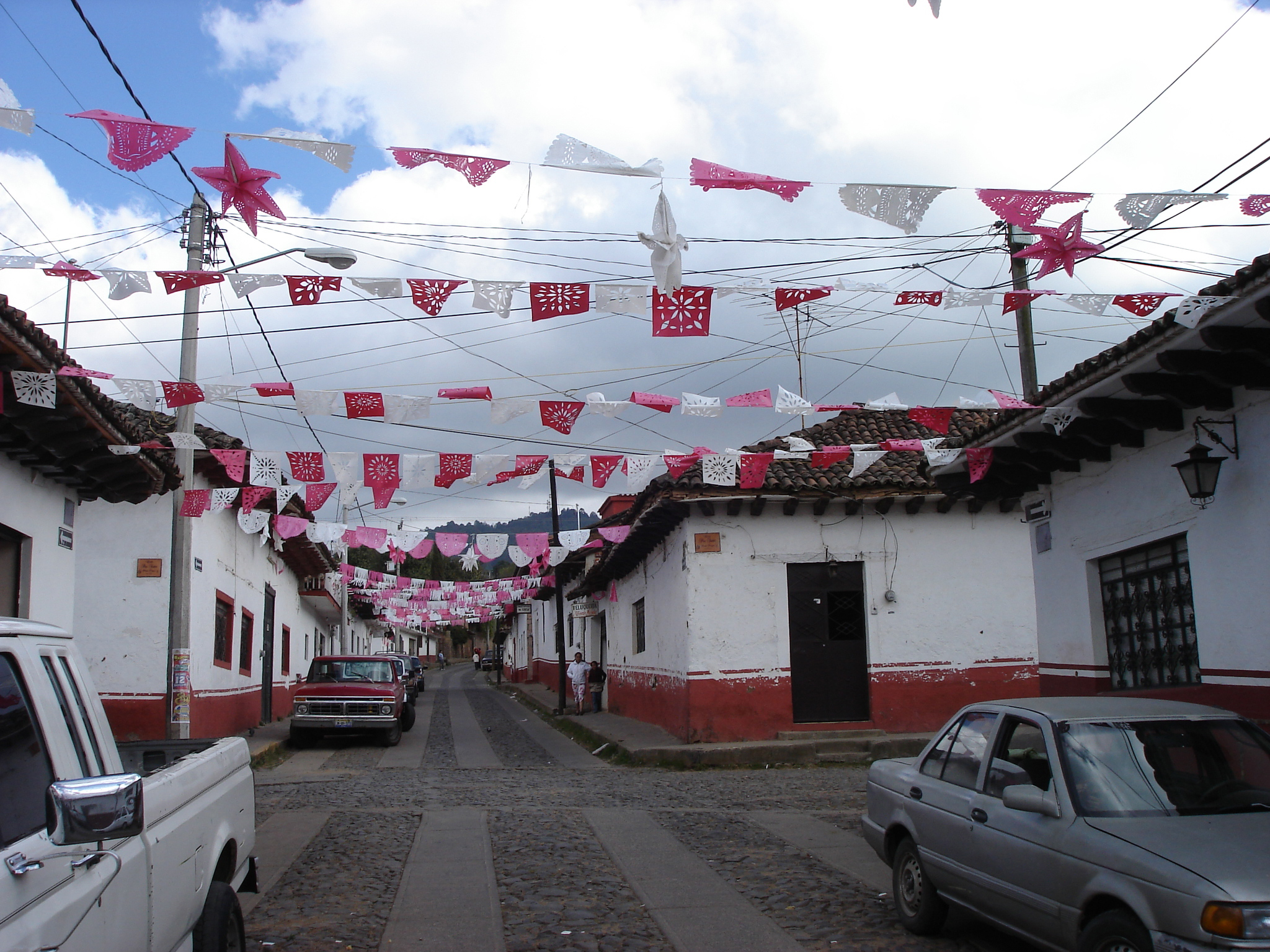
Viviendas de Mazamitla

Cuenta con 2.674 viviendas, las cuales generalmente son privadas. El 96,33% tiene servicio de electricidad, el 76,93% tiene servicio de drenaje y agua potable. Su construcción es generalmente a base de teja, adobe, concreto y tabique.
- Servicios

El municipio cuenta con servicios de agua potable, alcantarillado, alumbrado público, mercados, rastro, cementerios, vialidad, aseo público, seguridad pública, parques, jardines y centros deportivos.
El 89.9% de los habitantes disponen de agua potable; el 80.9% de alcantarillado y el 93.3% de energía eléctrica.
- Medios y vías de comunicación

Cuenta con servicio de correo, fax, telégrafo, teléfono, servicio de radiotelefonía, internet y señal de radio y televisión. El transporte se efectúa a través de la carretera Guadalajara-Tuxcueca-Mazamitla y la Carretera Federal 110 Jiquilpan-Colima. Cuenta con una red de carreteras rurales que comunican las localidades. Hay autobuses públicos y vehículos de alquiler. De los autobuses públicos, los más importantes son: Autobuses Sur de Jalisco, Autobuses Mazamitla.

## Demografía
Según el Censo de Población y Vivienda 2010, el municipio tiene 13,225 habitantes, de los cuales 6,288 son hombres y 6,937 son mujeres; el 0.53% de la población son indígenas.
| 8,765                      | 10,226 | 11,004 | 11,671 | 13,225 |
| (Fuente: [cita requerida]) |        |        |        |        |

### Religión
El 96.92% profesa la religión católica, también hay creyentes de los Testigos de Jehová, protestantes y creyentes de otras religiones. El 0.30% de los habitantes ostentaron no practicar religión alguna.

## Cultura

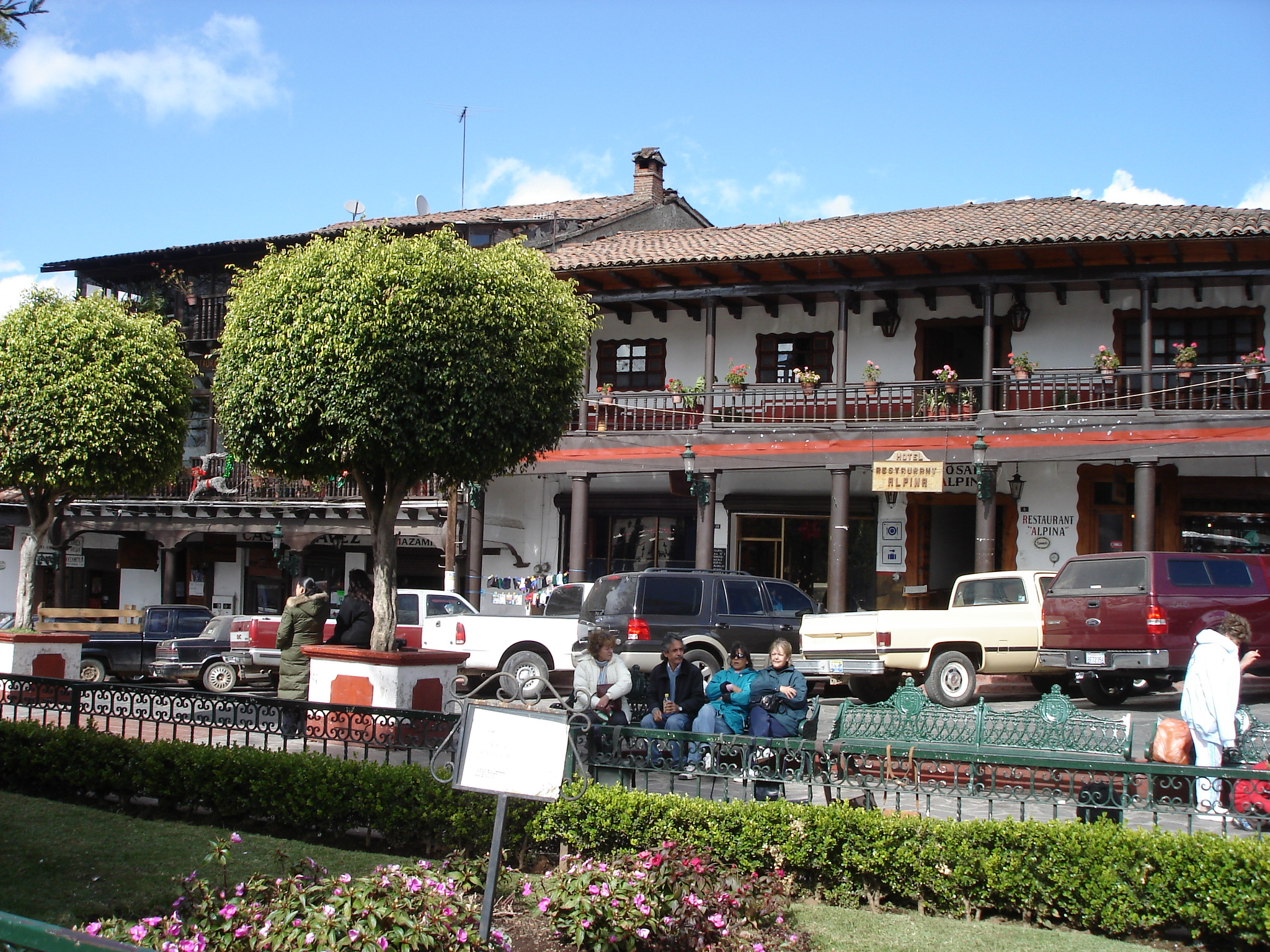
Centro de Mazamitla

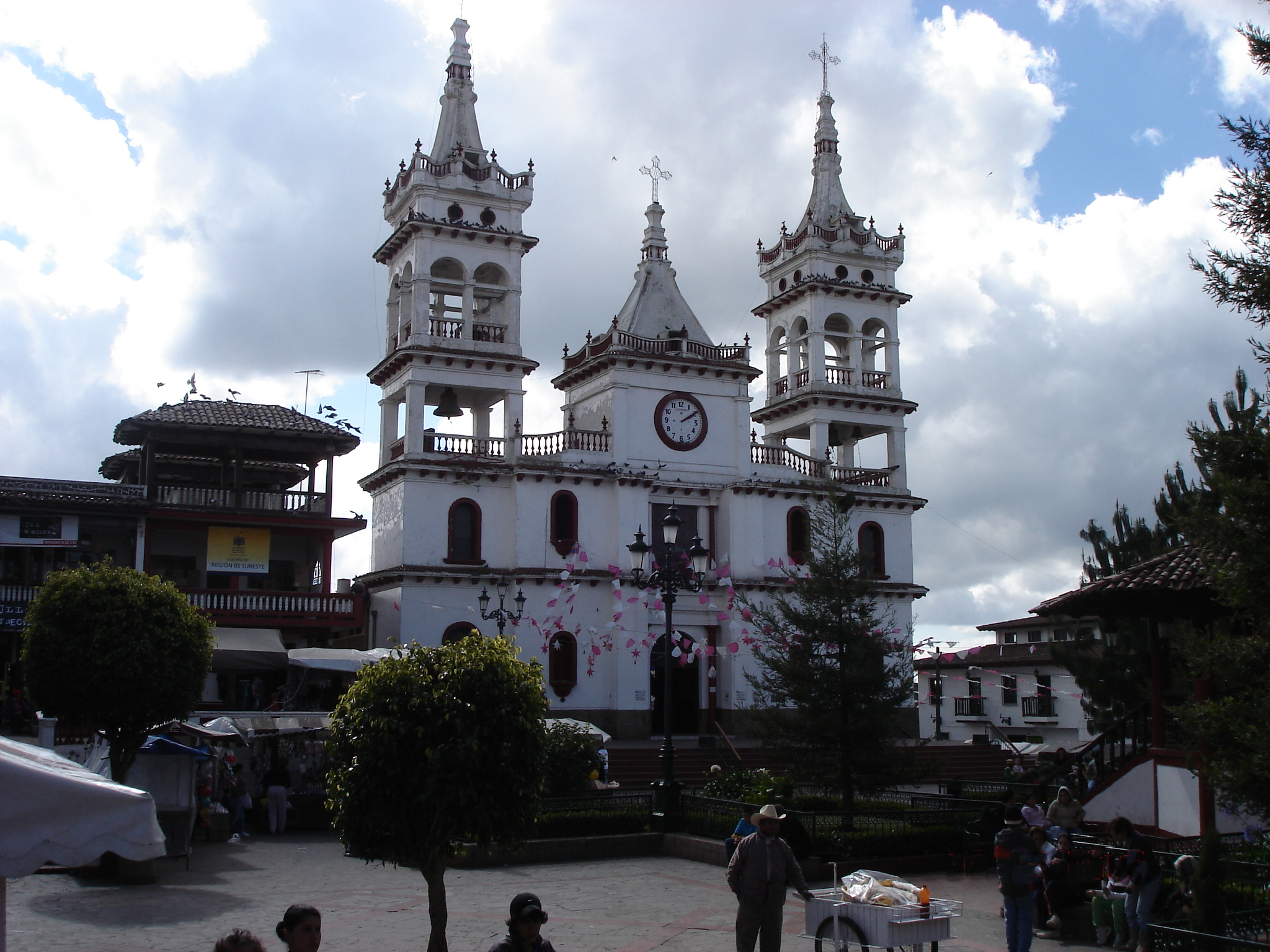
Iglesia de Mazamitla

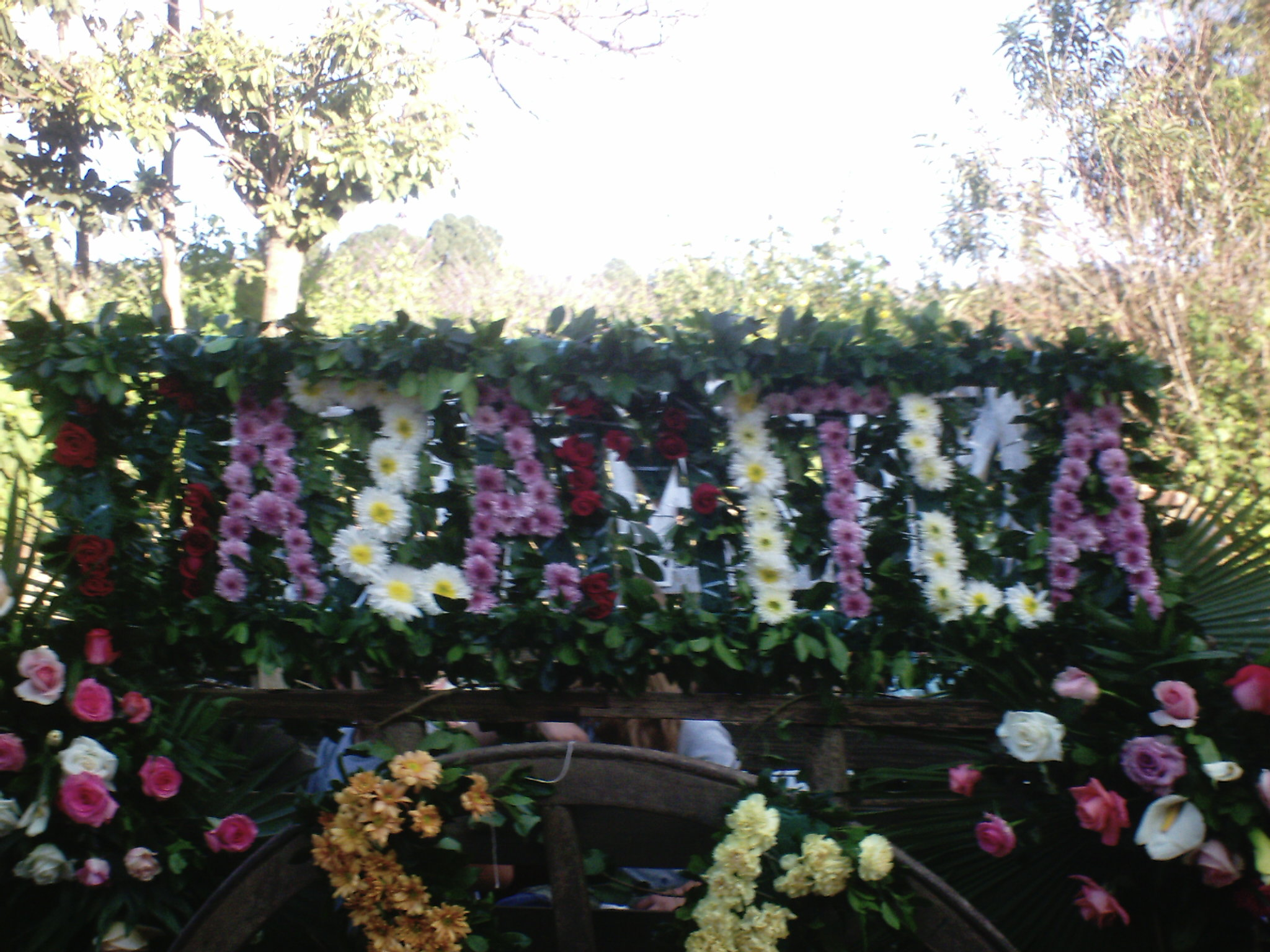
Mazamitla escrito con flores en el Festival de las Flores

- Trajes típicos: para el hombre, el traje de charro, y para la mujer, el vestido de china poblana.
- Artesanía: se elaboran objetos de cantera, sarapes, huaraches y objetos de madera, hoja de maíz y de ocochal.
- Gastronomía: de sus alimentos destacan el bote, el jocoque, el mole, los tacos, las gorditas, la birria, la barbacoa y carnes en adobo; de sus postres, la capirotada y las cajetas; de sus bebidas, el atole, el mezcal, el pulque, el ponche y el vino.

### Sitios de interés
| - Parroquia de San Cristóbal - Jardín Encantado - Bosque La Zanja - Bosque Las Charandas - Bosque El Chacal - Cerro El Tigre - La Cañada | - Cascada "El Salto" - Bosque El Tabardillo - Bosque Las Peñitas - Torre de los Lumbreros - Bosque Pinos de Mazamitla - Mirador Las Peñitas |

Entre los monumentos históricos arquitectónicos de Mazamitla, Jalisco, destaca la Parroquia de San Cristóbal, de estilo ecléctico e influencia china. Fue construida hacia mediados del siglo XX, a iniciativa del cura José Santana García, personaje ilustre de Mazamitla que llegó en 1929, originario de Villa Hidalgo, región de los Altos de Jalisco. Se volvió hijo adoptivo, y en su honor lleva una calle su nombre, calle José Santana García, y en el ejido la cofradía lleva su nombre el andador José Santana García. Radicado por más de 30 años en la parroquia de Mazamitla, fue quien impulsó la renovación social. En el orden material introdujo el agua potable a la población; desde la sierra abrió brechas a pico y pala dirigiendo a los campesinos; influyó para que la carretera federal 110 pasara por Mazamitla, adquirió las turbinas para que el pueblo por primera vez en su historia contara con energía eléctrica, y construyó la actual parroquia. Se localiza frente a la Plaza Principal, en el centro cívico José Parrés Arias, sobre una base escalonada tipo piramidal; la fachada es de dos cuerpos, su acceso es con arco de medio punto, ventana coral y frontón rectangular con reloj. Cuenta con 
dos torres rectangulares de 3 cuerpos con remates en forma de cono. Toda la construcción es de color blanco.[cita requerida]
Esta cascada se encuentra en el bosque, dentro del fraccionamiento "Los Cazos", que es privado pero tiene acceso a todos sus visitantes para conocer la tradicional “Cascada El Salto”. Además, hay cabañas.
El Parque Arroyo Encantado se encuentra en el camino hacia la cascada “El Salto”, donde se aprecian las construcciones de las cabañas en la espesura del bosque.
- Andador Calle Hidalgo

Se encuentra en el centro del pueblo. En él es posible encontrar: conservas de recuerdo, alguna artesanía, nieve
de garrafa, plantas, playeras, bebidas refrescantes o un buen restaurante y las famosas salsas de la Huérfana.
- Parque municipal La Zanja

A unas cuadras del centro, en un área boscosa, tiene una gran variedad de juegos infantiles de madera y una cancha de basquetbol.

### Fiestas
| Fiestas civiles - Fiestas patrias: del 14 al 16 de septiembre. - Aniversario de la Revolución mexicana: El 20 de noviembre. - Fiestas de la fundación de Mazamitla: del 27 al 30 de marzo. - Festival de las flores: los últimos dos fines de semana del mes de octubre. | Fiestas religiosas - Semana Santa: jueves y viernes Santos. - Día de la Santa Cruz: 3 de mayo. - Día de Muertos: 2 de noviembre. - Fiesta a San Cristóbal (santo patrono del pueblo): último fin de semana de julio. - Fiesta de la Virgen de Guadalupe: del 3 al 12 de diciembre. |

## Gobierno
Su forma de gobierno es democrática y depende del gobierno estatal y federal; se realizan elecciones cada 3 años, en donde se elige al presidente municipal y su gabinete. La presidenta municipal es Amanda Albarrán Ramos, por la coalición PRI-PAN-PRD, la cual fue elegida durante las elecciones democráticas celebradas el 2 de junio de 2024.
El municipio cuenta con 58 localidades; las más importantes: Mazamitla (cabecera municipal) Y sus 11 Barrios: Centro, Las Colonias, El Charco, El Huricho, La Gloria, El Barrio Alto, Las Canoitas, Las Charandas, El Coporo, La Herradura y El Chorro. 
Algunas localidades más destacadas son: 
Epenche Chico, La Estacada, La Cofradía, El Llano de los Toros, Epenche Grande, La Puerta del Zapatero, Corral Falso, La Central y Los Guayabos. 

### Presidentes municipales
| Presi dente municipal               | Período               | Partido político | Notas                               |
| Silvestre Ceja Zepeda               | 1983–1985             | PRI              |                                     |
| Eduardo Sánchez Martínez            | 01-01-1986–31-12-1988 | PRI              |                                     |
| Cirilo Chávez Anguiano              | 01-01-1989–1992       | PRI              |                                     |
| Enrique González Gálvez             | 1992–1995             | PRI              |                                     |
| Aurelio Bonifacio Toscano Hernández | 1995–1997             | PRI              |                                     |
| Ismael Rogelio Pulido Mata          | 01-01-1998–31-12-2000 | PRD              |                                     |
| Eduardo Anaya Ruan                  | 01-01-2001–31-12-2003 | PRI              |                                     |
| Miguel Mejía Contreras              | 01-01-2004–31-12-2006 | PRI              |                                     |
| Eduardo Anaya Ruan                  | 01-01-2007–31-12-2009 | PRI              |                                     |
| Jorge Bernal Lara                   | 01-01-2010–30-09-2012 | PRD              |                                     |
| Eduardo Anaya Ruan                  | 01-10-2012–30-09-2015 | PRI PVEM         |                                     |
| Antonio de Jesús Ramírez Ramos      | 01-10-2015–30-09-2018 | PRI PVEM         |                                     |
| Antonio de Jesús Ramírez Ramos      | 01-10-2018–30-09-2021 | PVEM             | Fue reelegido el 1 de julio de 2018 |
| Jorge Enrique Magaña Valencia       | 01-10-2021–           | Hagamos          |                                     |

## Hermanamientos
- Denton, Texas, Estados Unidos (2013).[31]
- Cuetzalan del Progreso, Puebla, México (2012).[32]
- Lagos de Moreno, Jalisco, México (2014).[33][34]